# La Croix-Avranchin
La Croix-Avranchin ist eine Ortschaft und eine ehemalige französische Gemeinde mit 456 Einwohnern (Stand: 1. Januar 2022) im Département Manche in der Region Normandie. Sie gehörte zum Kanton Saint-Hilaire-du-Harcouët im Arrondissement Avranches.
Mit Wirkung vom 1. Januar 2017 wurden die bisherigen Gemeinden Saint-James, Argouges, Carnet, La Croix-Avranchin, Montanel, Vergoncey und Villiers-le-Pré zur namensgleichen Commune nouvelle Saint-James zusammengelegt. Die ehemaligen Gemeinden haben in der neuen Gemeinde den Status einer Commune déléguée. Der Verwaltungssitz befindet sich im Ort Saint-James.

## Lage
Nachbarorte von La Croix-Avranchin sind Pontorson im Nordwesten, Vergoncey im Westen, Saint-Senier-de-Beuvron im Osten, Saint-James im Südosten und Villiers-le-Pré im Südwesten.

## Bevölkerungsentwicklung
| Jahr      | 1962 | 1968 | 1975 | 1982 | 1990 | 1999 | 2008 | 2015 |
| --------- | ---- | ---- | ---- | ---- | ---- | ---- | ---- | ---- |
| Einwohner | 549  | 550  | 481  | 437  | 448  | 431  | 511  | 452  |

## Sehenswürdigkeiten

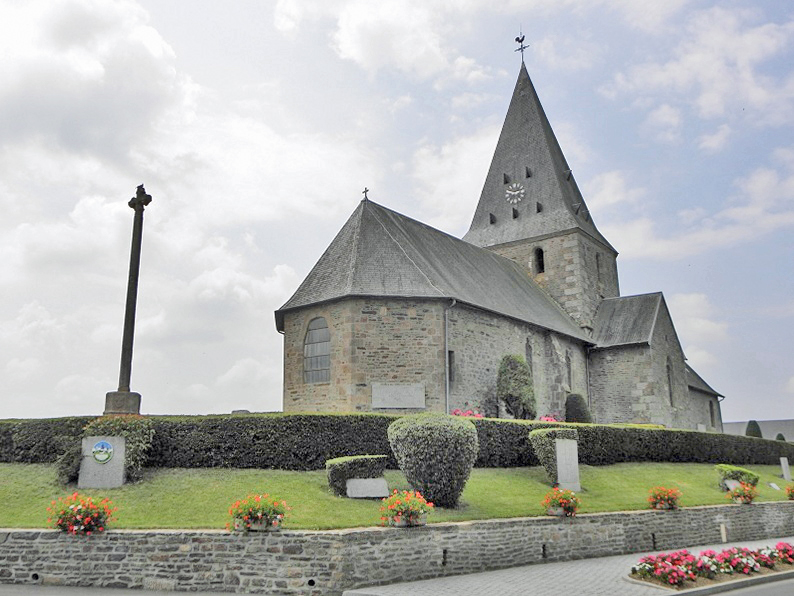
Kirche Saint-Trinité

- Kirche Saint-Trinité